# Christine Brunner
Christine Brunner (ur. 25 września 1959 w Innsbrucku) – austriacka saneczkarka, olimpijka.
Na igrzyskach olimpijskich wystąpiła jeden raz, w 1980, zajmując dziesiąte miejsce. Największe sukcesy odnosiła w Pucharze Świata. Dwukrotnie, w sezonach 1978/1979 oraz 1979/1980, zajęła trzecie miejsce w klasyfikacji generalnej.

## Osiągnięcia

### Igrzyska olimpijskie
| Rok  | Miejsce     | Jedynki |
| ---- | ----------- | ------- |
| 1980 | Lake Placid | 10.     |

### Puchar Świata w saneczkarstwie

#### Miejsca na podium w klasyfikacji generalnej
| Sezon     | Miejsce |
| --------- | ------- |
| 1978/1979 | 3.      |
| 1979/1980 | 3.      |